# New Zealand Constitution Act 1846
Der New Zealand Constitution Act 1846 (deutsch: neuseeländisches Verfassungsgesetz von 1846) war ein vom Vereinigten Königreich verabschiedetes Gesetz, das der damaligen britischen Kolonie Neuseeland eine eigenständige Regierung und Verwaltung ermöglichen sollte. Das Gesetz kam niemals voll zur Anwendung, blieb aber bis zu seiner Ablösung durch den New Zealand Constitution Act 1852 in Kraft.

## Geschichte
Bis zur Verabschiedung des Gesetzes wurden der Gouverneur und die Kolonialregierung Neuseelands nicht frei gewählt, sondern der Gouverneur von der Regierung in London eingesetzt und die Kolonialregierung vom Gouverneur Neuseelands bestimmt. Mit dem neuen Gesetz beabsichtigte die Regierung des Vereinigten Königreichs:
- größere Gemeinden als Boroughs zu führen und nach englischem Vorbild mit einem eigenen Rat auszustatten,
- das Land in zwei Provinzen mit jeweils eigenen Parlamenten und einem ernannten Legislative Council aufzuteilen. Das Parlament sollte dabei von den Bürgermeistern und Räten der Boroughs gewählt und die Exekutive vom Gouverneur des Landes geleitet werden.
- eine Generalversammlung mit einem Governor-in-Chief, einem ernannten Legislative Council und einem House of Representatives, dessen Mitglieder von dem House of Representatives der Provinzen bestimmt wurden, einzuführen.

Die beiden Provinzen New Ulster und New Munster wurden eingerichtet. Sie bekamen auch einen eignen Lieutenant Governor (Stellvertretenden Gouverneur), einen Executive und Legislative Council, doch der Legislative Council der Provinz New Ulster trat nie zusammen und der Legislative Council der Provinz New Munster nur ein einziges Mal im Jahr 1849. Denn der damalige Gouverneur George Edward Grey widersetzte sich gegenüber der Regierung in London erfolgreich der kompletten Einführung des Gesetzes. Seine Forderung an London, die Wirksamkeit des Gesetzes um fünf Jahre aufzuschieben, begründete Grey mit dem Argument, damit genügend Zeit zu haben, die Māori, die noch den größten Teil der Bevölkerung Neuseelands stellte, erfolgreich assimilieren und kolonialen Gesetzen unterordnen zu können.
1852 wurde die erste Fassung des New Zealand Constitution Acts durch den New Zealand Constitution Act 1852 abgelöst und dieses Mal auch umgesetzt. Der neue Constitution Act hatte bis 1986 Bestand und wurde durch den Constitution Act 1986 der Labour Regierung unter David Lange ersetzt.